# Fatica
Fatica (it.: Verausgabung) ist eine kunsttheoretische Kategorie, bedeutsam vor allem im Paragone.

## Geschichte
Bereits der hellenistische Schriftsteller Lukian von Samosata mokiert sich in einem imaginierten Wettstreit zwischen der Bildhauerei und der Bildung über den verschwitzten, mit Marmorstaub bedeckten Handwerker-Bildhauer. Dieses Bild taucht dann wieder in der Paragone-Debatte der Renaissance auf. Leonardo da Vinci zeichnet etwa in seinem Trattato della Pittura das Bild des schwitzenden Bildhauers, der bei seiner Arbeit Brachialgewalt aufbringen muss und staubig weiß wie ein Bäcker daherkommt. Daraus resultierte für die Bildhauer ein tieferes soziales Image: das des biederen Handwerkers, der ganz den physischen Bedingtheiten seiner Tätigkeit ausgeliefert ist. Dieser fatica del corpo stellte Leonardo die geistige Anstrengung – fatica di mente – gegenüber, die er allein für die Malerei beanspruchte. Seit der Mitte des 16. Jahrhunderts gab es aber auch Bildhauer und Literaten, welche Fatica inklusive der körperlichen Anstrengung positiv bewerteten und zu einer besonderen Tugend der Bildhauerei erklärten und auch die fatica di mente für die Bildhauerei in Anspruch nahmen. 
Fatica ist überdies eine zentrale Kategorie im Werk Della moneta des italienischen Ökonomen Ferdinando Galiani. Zudem ist Fatica im Italienischen der Fachbegriff für Materialermüdung.